# Adolph Martin
Adolph Martin (* 4. März 1822 in Rheinland-Pfalz; † nach 1864) war ein deutscher Mediziner.

## Leben
Adolph Martin wirkte in der Mitte des 19. Jahrhunderts als praktischer Arzt in Paris. Im August 1853 wurde er Mitglied und Bibliothekar, im Januar 1854 Vize-Präsident und am 11. Mai 1854 ordentliches Pariser Mitglied des Vereins deutscher Ärzte in Paris (Societas Medicorum Germanicorum Parisiensis).
Am 11. Mai 1854 wurde Adolph Martin unter der Präsidentschaft von Christian Gottfried Daniel Nees von Esenbeck unter der Matrikel-Nr. 1714 mit dem akademischen Beinamen Weigel als Mitglied in die Kaiserliche Leopoldino-Carolinische Akademie der Naturforscher aufgenommen.